# Gallo-römische Villa von Reinheim

3D-Rekonstruktion der Villenanlage (Blickrichtung Norden)

Die Gallo-römische Villa von Reinheim liegt im Ortsteil Reinheim der saarländischen Gemeinde Gersheim, in der Siedlungskammer Bliesbruck-Reinheim. Die Villa liegt auf dem Gelände des Europäischen Kulturparks Bliesbruck-Reinheim. Die aus Hauptgebäude und Wirtschaftshof bestehenden Villenanlage des längsaxialen Typs nimmt eine Fläche von rund sieben Hektar ein. Genutzt wurde die Anlage zwischen dem 1. und 4. Jahrhundert. Sie zählt zu den größten Villen des längsaxialen Typs in Südwestdeutschland und Nordwestfrankreich.

## Zerstörungen durch Sand- und Kiesabbau
Von den 1950er bis in die 1970er Jahre hinein, fand in dem Gebiet auf deutscher wie auch auf französischer Seite der Abbau von Sand und Kies statt. Im Zuge dieses Abbaus wurden Teile der Anlage, größtenteils undokumentiert, abgegraben. Betroffen hiervon ist der Nordteil des Wirtschaftshofes. Während bei Nebengebäude 13 im Jahr 1964 nach seiner Entdeckung eine Notgrabung stattfand, wurde das Nebengebäude 12 vollständig undokumentiert abgebaggert. Seine Existenz ist aber durch Augenzeugenberichte gesichert. Nach der Notgrabung wurde das Nebengebäude 13 ebenfalls komplett abgebaggert. Die Mauer mit der zu postulierenden Toranlage, die den Wirtschaftshof (pars rustica) vom Wohnbereich mit dem Hauptgebäude (pars urbana) abtrennte, sowie Teile des dem Hauptgebäude vorgelagerten Ziergartens wurden ebenfalls undokumentiert abgetragen. Von der Mauer hat sich lediglich ein Teil am Nebengebäude 6 erhalten. Im Anschluss wurde ein Kiesweiher angelegt, der sich über die Fundstelle des Nebengebäudes 13 und einen Teil des Hofareals erstreckt.

## Entstehung

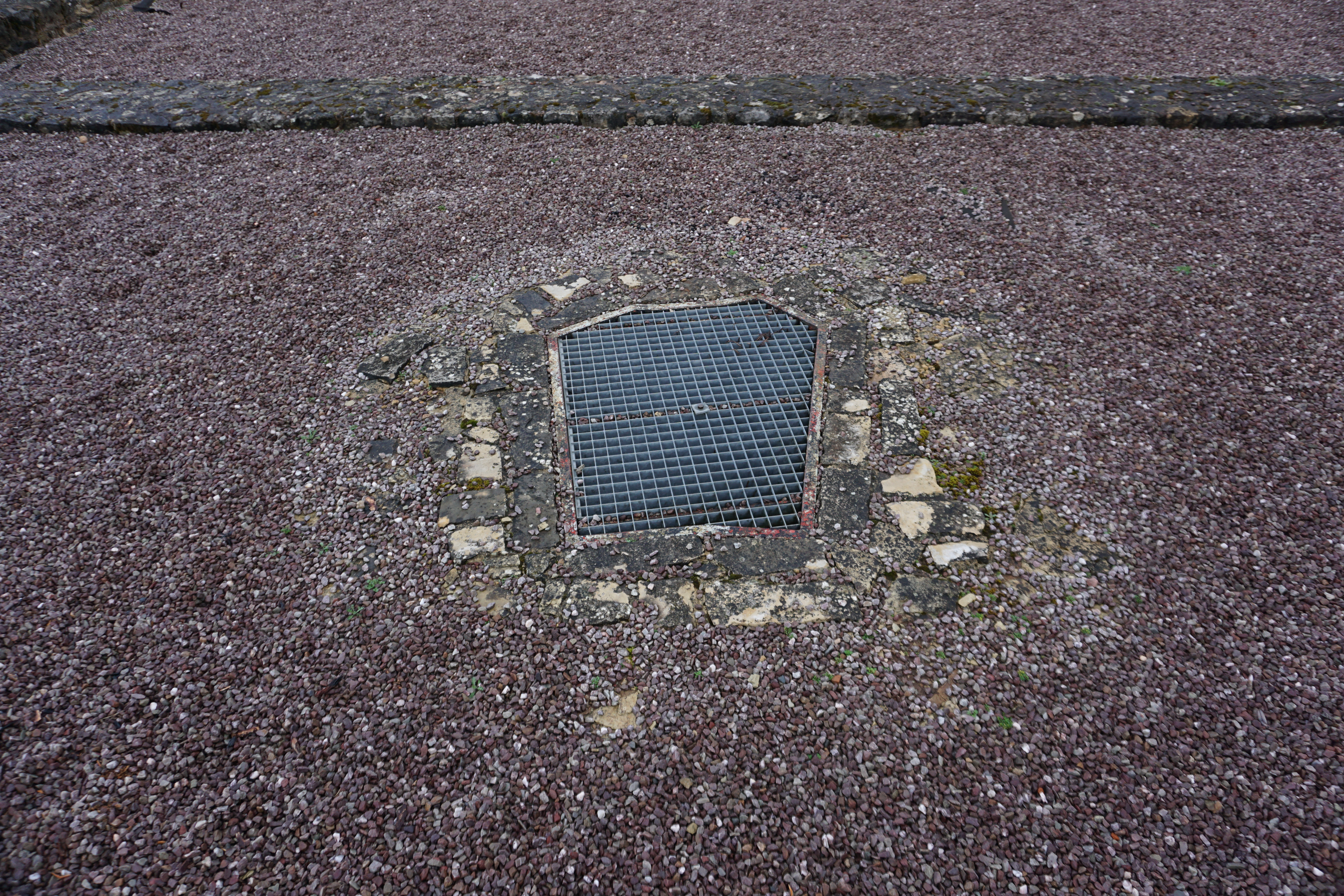
Der etwa zwei Meter tiefe Schacht zur Aufbewahrung von Lebensmitteln, der in Bauphase 1 im Gebäude des späteren Ostflügels des Hauptgebäudes angelegt wurde

Nach archäologischem Befund entstand die Villenanlage in der zweiten Hälfte des 1. Jahrhunderts. Sie wurde etwa 300 Meter von dem an einer Durchgangsstraße gelegenen römischen Vicus von Bliesbruck, in einer Talniederung an dem Fluss Blies errichtet. Die Nähe zum Vicus, der in seiner Blütezeit im 2. und 3. Jahrhundert mit 1.500 bis 2.000 Einwohnern, einen städtischen Charakter innehatte und ein Umschlagplatz für regionale Erzeugnisse war, die Lage an der Durchgangsstraße und der mit Flößen und flachen Kähnen schiffbaren Blies sowie die fruchtbaren Böden der Umgebung stellten hervorragende Voraussetzungen für die Entwicklung der Villa und den Wohlstand ihrer Besitzer dar. Wer die Erbauer und späteren Besitzer der Villa waren, ist nicht überliefert. Errichtet wurde die Villenanlage mitten in einer Nekropole der späten Bronze- und Eisenzeit. Im Laufe der 300-jährigen Nutzung wurden in mehreren Bauphasen An- und Umbauten an der Villenanlage vorgenommen.

### Bauphase 1
In der zweiten Hälfte des 1. Jahrhunderts wurde ein kleineres Hauptgebäude (der spätere Ostflügel der Villa) errichtet, das über ein nach Osten ausgerichtetes Hofareal, von dem archäologisch nur Teile nachgewiesen sind, errichtet wurde. Zur Versorgung mit Wasser diente ein einfacher, auf etwa 90 datierter Holzkastenbrunnen. In einem Raum wurde ein etwa zwei Meter tiefer Schacht angelegt, der am wahrscheinlichsten zur Aufbewahrung von Lebensmittel diente.

### Bauphase 2

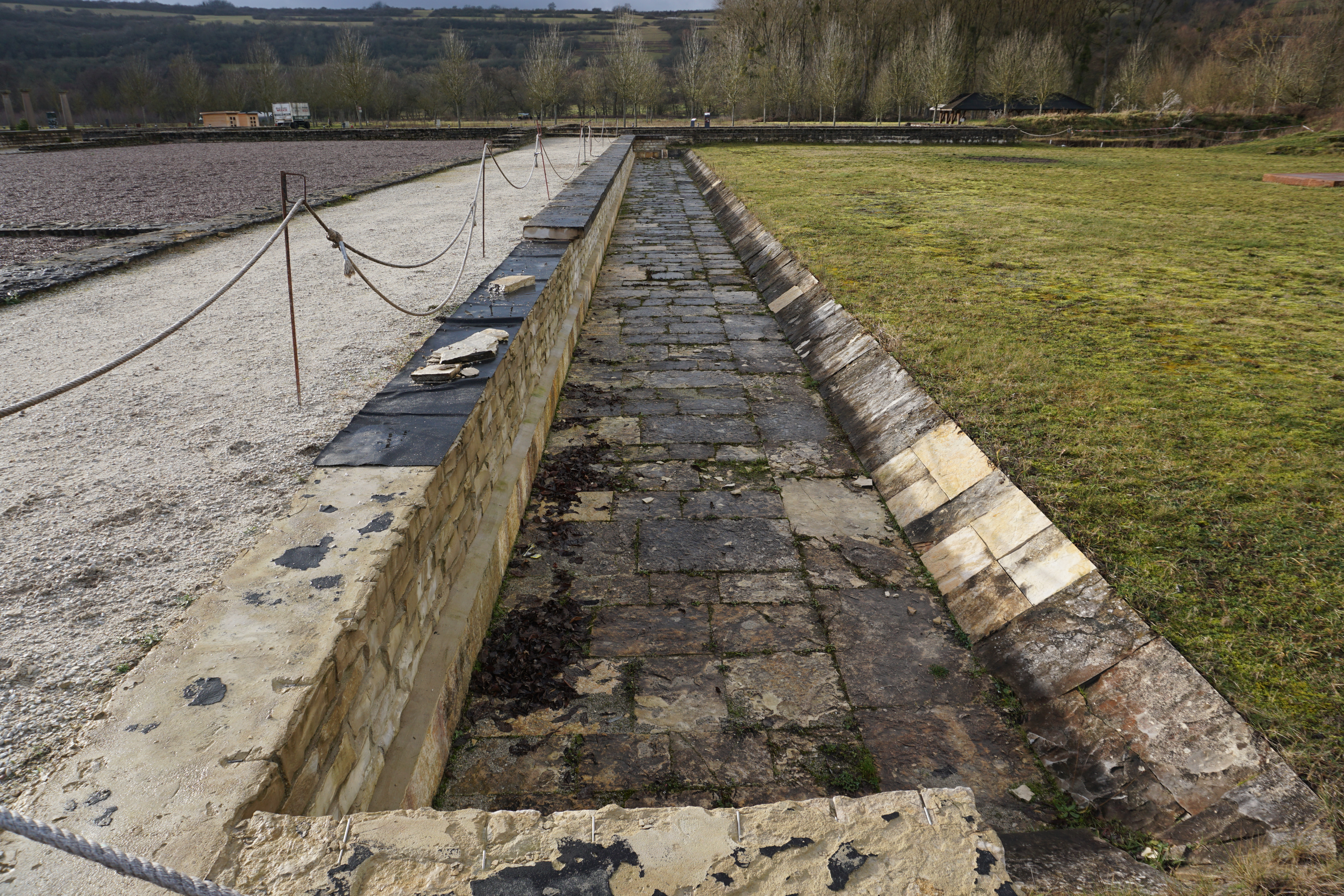
Das rekonstruierte Wasserbecken an der Nordseite des Hauptgebäudes

Ungefähr Mitte des zweiten Jahrhunderts erfuhr das Hauptgebäude umfangreiche Erweiterungen. An das ehemalige Hauptgebäude wurde ein Mitteltrakt angebaut und an dessen Westseite ein Anbau, der die gleiche Grundfläche wie das alte Gebäude, das nun den Ostflügel darstellte, innehatte. Das neue Hauptgebäude hatte damit die Form des Buchstaben H. Zu dieser Zeit wurde ein drei Meter breites und 40 Meter langes Wasserbecken an der Nordseite des neuentstanden Mitteltraktes erbaut. Dieses Becken, das weder Zu- noch Abläufe besaß, diente zu rein dekorativen Zwecken und nicht zur Wasserversorgung des Gebäudes. Das Wasserbecken hatte auf der dem Gebäude abgewandten Seite schräg verlegte Wandplatten. In dieser Bauphase entstand auch das Bad im Westflügel des Hauptgebäudes. An den Südseiten der beiden Flügel sowie am Mitteltrakt wurde in dieser Bauphase eine Portikus errichtet.

### Bauphase 3
Mit dieser Bauphase Anfang des dritten Jahrhunderts erreichte die Villenanlage ihre größte Ausbaustufe. Das Gesamtareal der Villenanlage betrug nun sieben Hektar. Die Grundfläche des Hauptgebäudes betrug rund 2.550 m². Das Erdgeschoss verfügte über 50 Räumlichkeiten, die zum Teil über eine Hypokaustanlage verfügten. Das Wasserbecken an der Nordseite wurde verfüllt und an der Nord- und Südseite des Mitteltraktes entstand jeweils eine neue Portikus. Das Haupthaus wurde durch eine Mauer mit Toranlage vom Wirtschaftshof abgetrennt. Zwischen Toranlage und Hauptgebäude wurde ein überdachter Säulengang angelegt, der durch eine als Ziergarten angelegte Anlage zum Hauptgebäude führte. Die weiteren Flächen im Westen, Osten und Norden des Hauptgebäudes wurden durch Mauern in einzelne Parzellen unterteilt. Um den 300 Meter langen und 135 Meter breiten Wirtschaftsbereich wurde eine Mauer angelegt und im Süden ein Torhaus als Zugang errichtet. An der Ost- und Westseite der Mauer wurden je sechs Nebengebäude errichtet. Der Abstand zwischen den Gebäuden betrug jeweils nicht mehr als rund 40 Meter. Die Nebengebäude selbst standen außerhalb der von der Mauer eingefassten Fläche. Nur jeweils die Fassade der Nebengebäude, mit einem Zugang, war in die Mauer integriert.

### Bauphase 4
In der letzten Bauphase, die sich an die Germaneneinfälle in der zweiten Hälfte des dritten Jahrhunderts anschließt, wurden einige Räume des Hauptgebäudes, insbesondere der Mitteltrakt und zwei Nebengebäude zu Werkstätten umgebaut. Im Mitteltrakt erfolgte ebenfalls die Einrichtung einer Küche. Auch in einigen der Nebengebäuden wurden nun Werkstätten eingerichtet.

## Anlage

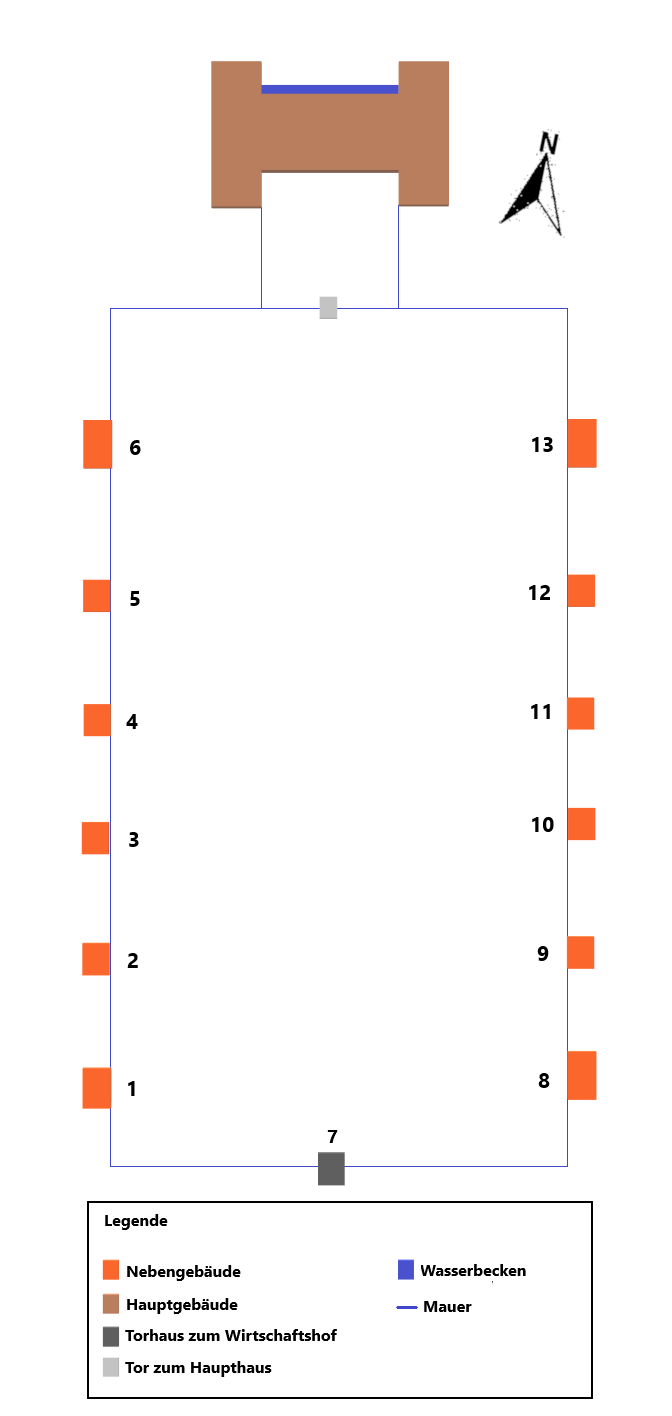
Übersichtsplan der Villenanlage

Bei der Anlage handelt sich um eine Villenanlage des längsaxialen Typs. Dies bedeutet, dass dem Wohngebäude (pars urbana) ein längsaxialer Wirtschaftshof (pars rustica) vorgelagert ist. Eine solche Bauweise ist in den gallischen und germanischen Provinzen anzutreffen, nicht aber im römischen Kerngebiet. Dort sind Wohngebäude und Wirtschaftsgebäude in einem zusammenhängenden Komplex untergebracht. Die längsaxiale Bauweise geht wahrscheinlich auf gallische und germanische Bautraditionen zurück, wie Funde solcher Anlagen schon aus dem 1. Jahrhundert v. Chr. zeigen. Die Anlage ist fast exakt in Nord-Süd-Richtung ausgerichtet. Sie gliedert sich in ein Hauptgebäude, das aus einem Mitteltrakt und zwei Seitenflügeln besteht und das durch eine Mauer und eine kleine Toranlage vom Wirtschaftshof abgegrenzt war, sowie dem Wirtschaftshof, der von einer Mauer umgeben war. Von der kleinen Toranlage führte ein überdachter Säulengang durch einen, dem Hauptgebäude vorgelagerten, Ziergarten, zum Eingang des Mitteltraktes. Im Norden des Mitteltraktes befand sich ein Wasserbecken, welches im 2. Jahrhundert verfüllt wurde. Etwa zehn Meter von der Mitte der Nordseite des Mitteltrakts entfernt stand vermutlich ein Monument, von dem lediglich das 2,5 × 2,5 Meter große Fundament erhalten ist. Reste des Monumentes sind nicht erhalten. Rechts und links der Mauer des Wirtschaftshofes befanden sich je sechs Nebengebäude. Der eigentliche Baukörper der Nebengebäude befand sich außerhalb des Wirtschaftshofes. Nur jeweils die Fassade, mit einem Zugang zum Wirtschaftshof, befand sich zwischen der Mauer. Damit war die gesamte Fläche des Wirtschaftshofes frei von jeglicher Bebauung. Die Mauer selbst diente nicht zu Verteidigungszwecken, sondern dazu, den Zugang Unbefugter zum Wirtschaftshof zu verhindern. Den Zugang zum Wirtschaftshof bildete eine Toranlage im Süden der Anlage. Die das Hauptgebäude umgebenden Flächen waren durch Mauern in unterschiedliche Parzellen unterteilt. Auf welche Weise diese Parzellen genutzt wurden, ist nicht bekannt.

### Hauptgebäude
Während der Zeit seiner größten Ausbaustufe maß das Hauptgebäude 80 × 62 Meter und bedeckte eine Fläche von etwa 2.550 m². Im Erdgeschoss verfügte es über 50 Räume. Die Räume des Obergeschosses sind archäologisch nicht mehr nachweisbar. Im Süden und Norden befand sich jeweils am Mitteltrakt und an den beiden Gebäudeflügeln eine Portikus. Das gesamte Gebäude verfügte im Innenbereich über Decken und Wandmalereien, unter anderem über einen feinen Musterrapport.

#### Mitteltrakt
Ob der ungefähr 557 m² große Mitteltrakt als großer überdachter Raum oder als Innenhof angelegt war, lässt sich heute nicht sicher sagen, da die Erdschichten in diesem Bereich durch den Einsatz von modernen Pflügen zu stark gestört wurden. Reste eines Estrichbodens sowie die 70 cm starken Mauern lassen allerdings vermuten, dass eine Überdachung vorhanden war. An der Nord- und Südseite befand sich jeweils eine Portikus. Vor der Portikus an der Nordseite war ein 40 Meter langes und drei Meter breites Wasserbecken zu Zierzwecken angelegt, welches im 2. Jahrhundert wieder verfüllt wurde.

#### Ostflügel

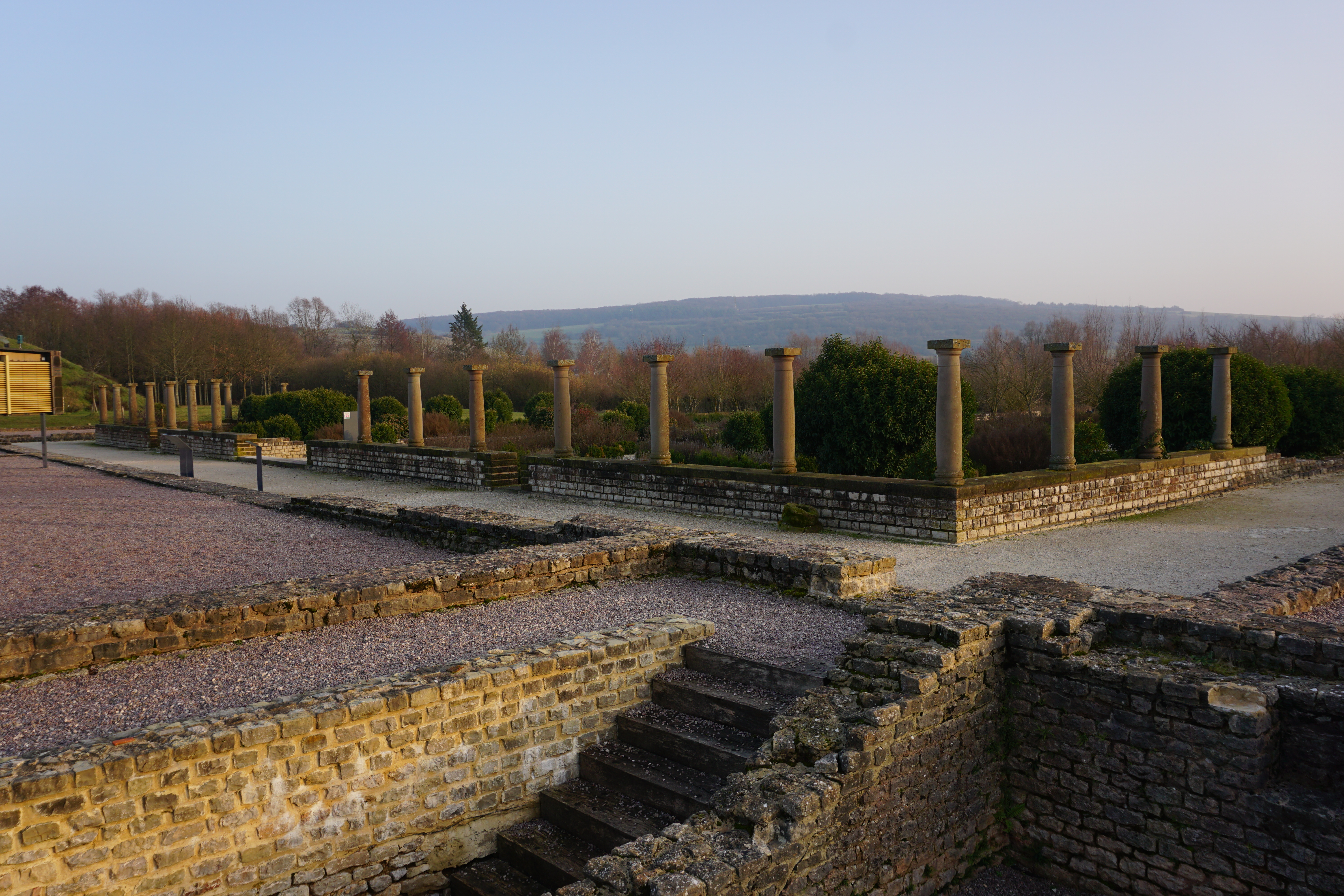
Die Portikus an der Südseite des Hauptgebäudes sowie ein Teil des dahinterliegenden Ziergartens. Die Säulen sind Rekonstruktionen

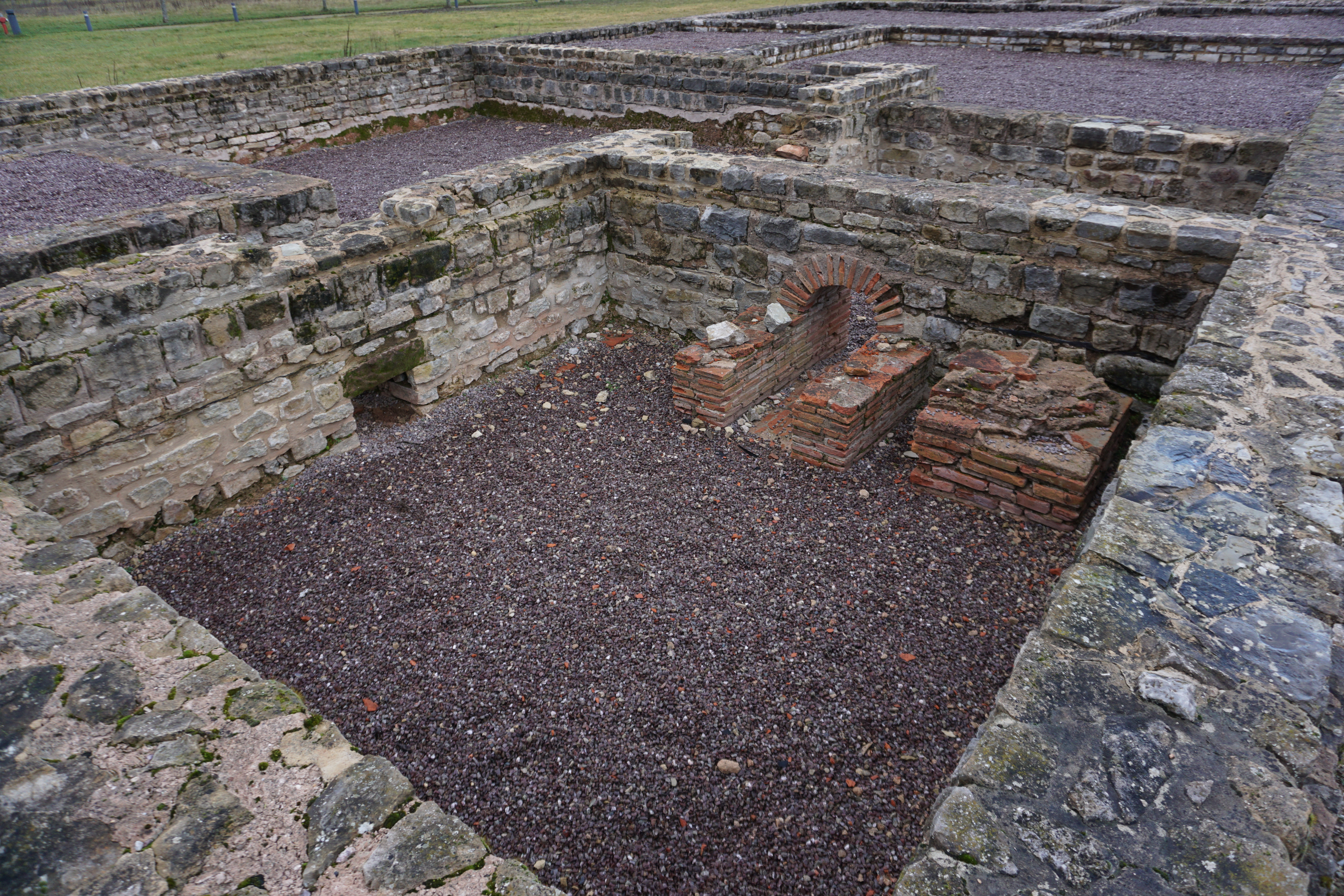
Hypokaustum im Südtrakt des Westflügels

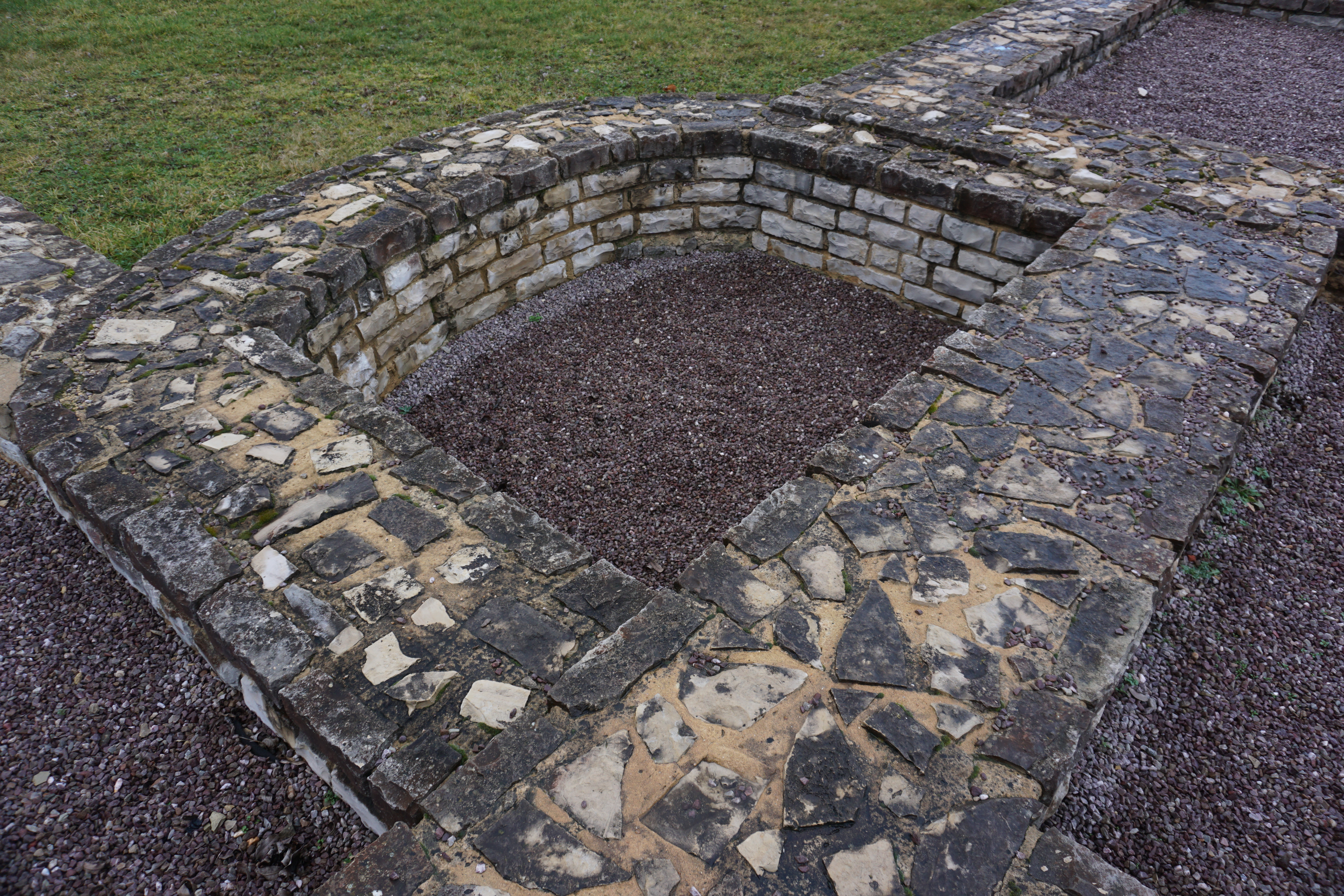
Frigidarium im Badetrakt des Westflügels

Der Ostflügel ist der älteste Teil des Hauptgebäudes. Errichtet im 1. Jahrhundert hatte er vor dem Bau des Mitteltraktes und des Westflügels die Funktion des Hauptgebäudes. An der Nordseite befindet sich der einzige Ausgang des gesamten Hauptgebäudes, der in die hinter der Anlage gelegene Freifläche führt. Archäologische Funde legen nahe, dass sich im Ostflügel unter anderem eine Schmiede befunden hat. Einer der im Süden gelegenen Räume verfügte über eine Hypokaustenanlage. Der daneben liegende Raum diente vermutlich als Treppenhaus in das Obergeschoss. In einem der Räume befand sich ein später verfüllter, rund zwei Meter tiefer Schacht, der am ehesten als Aufbewahrungsort für Lebensmittel gedeutet werden kann. Drei Räume im Mittelteil, die nachträglich angelegt wurden und den ursprünglich großen Raum des Mitteltraktes symmetrisch unterteilen, sowie zwei Räume im Südteil verfügten über Estrichböden. An den Innenseiten des Nord- und Westtraktes befand sich jeweils eine Portikus.

#### Westflügel

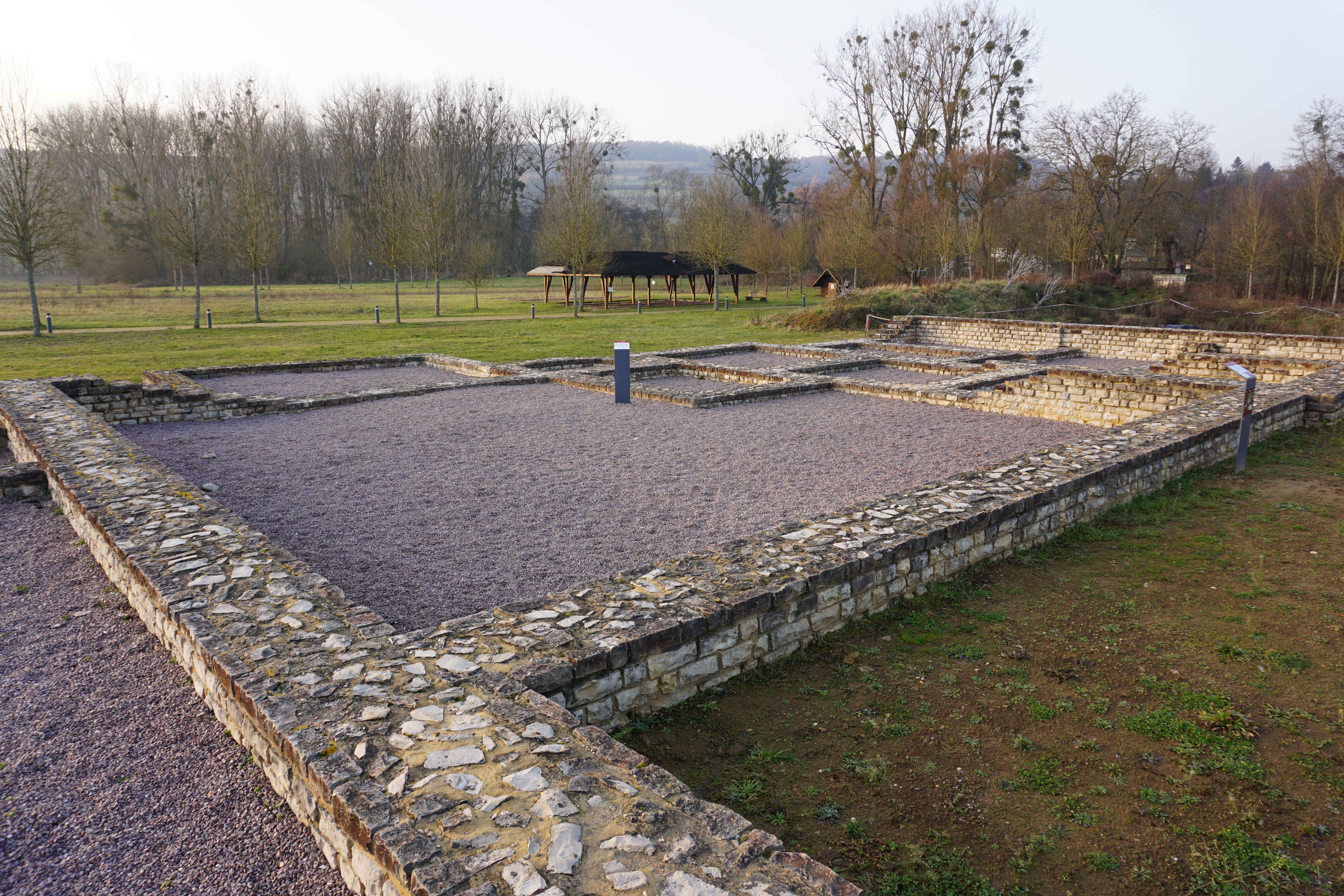
Badetrakt im Westflügel des Hauptgebäudes

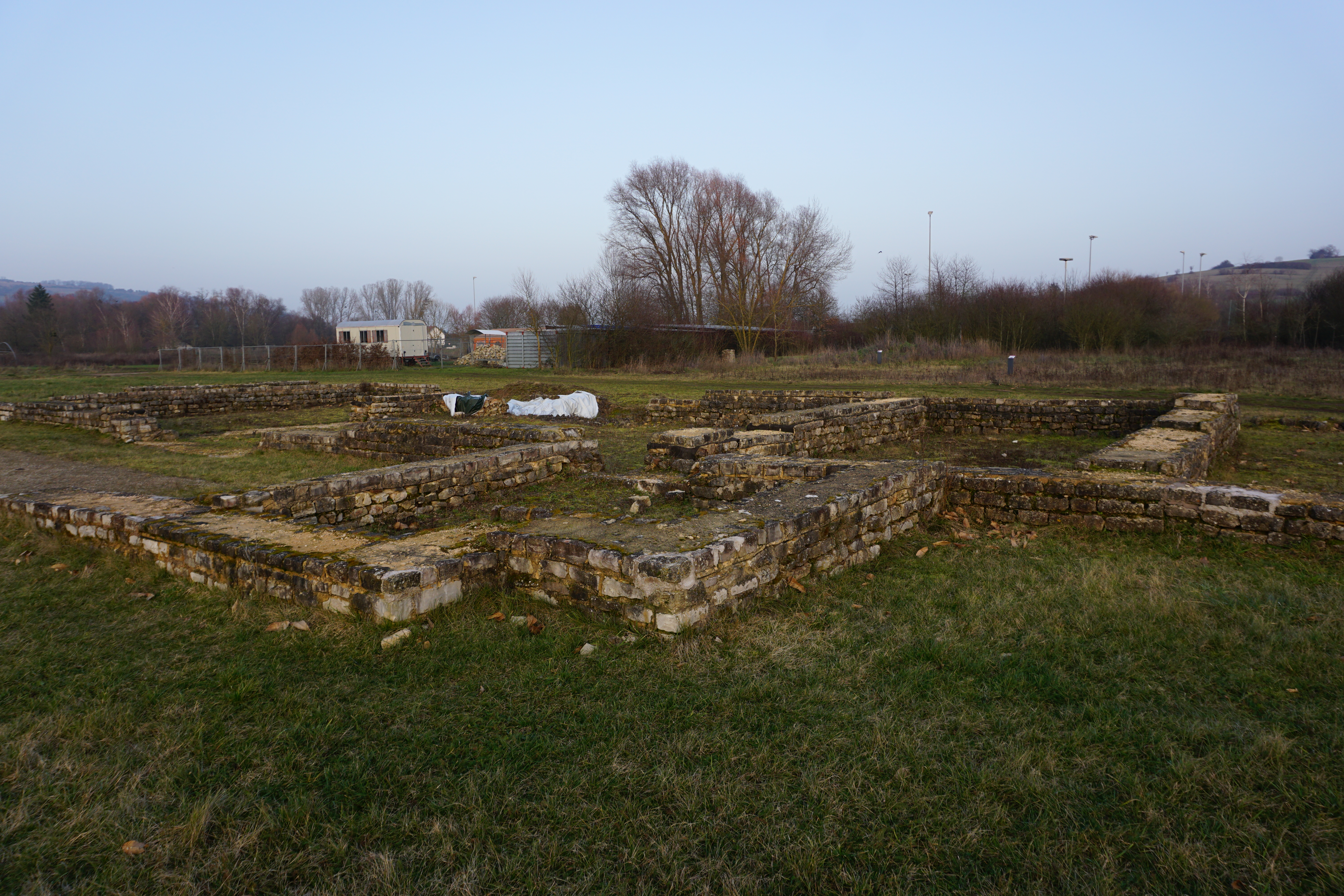
Nebengebäude 8

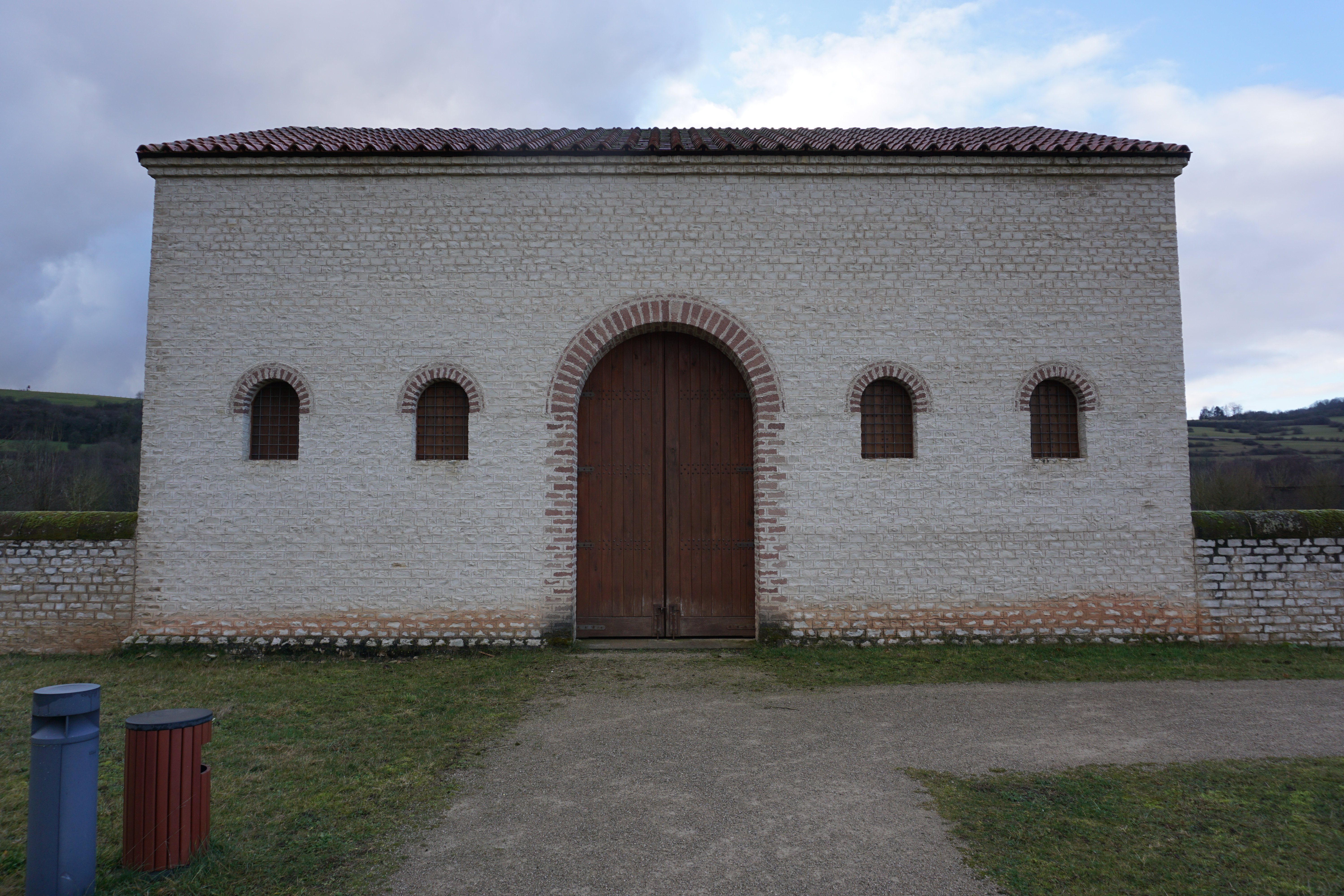
Das im Jahr 2007 rekonstruierte Nebengebäude 1

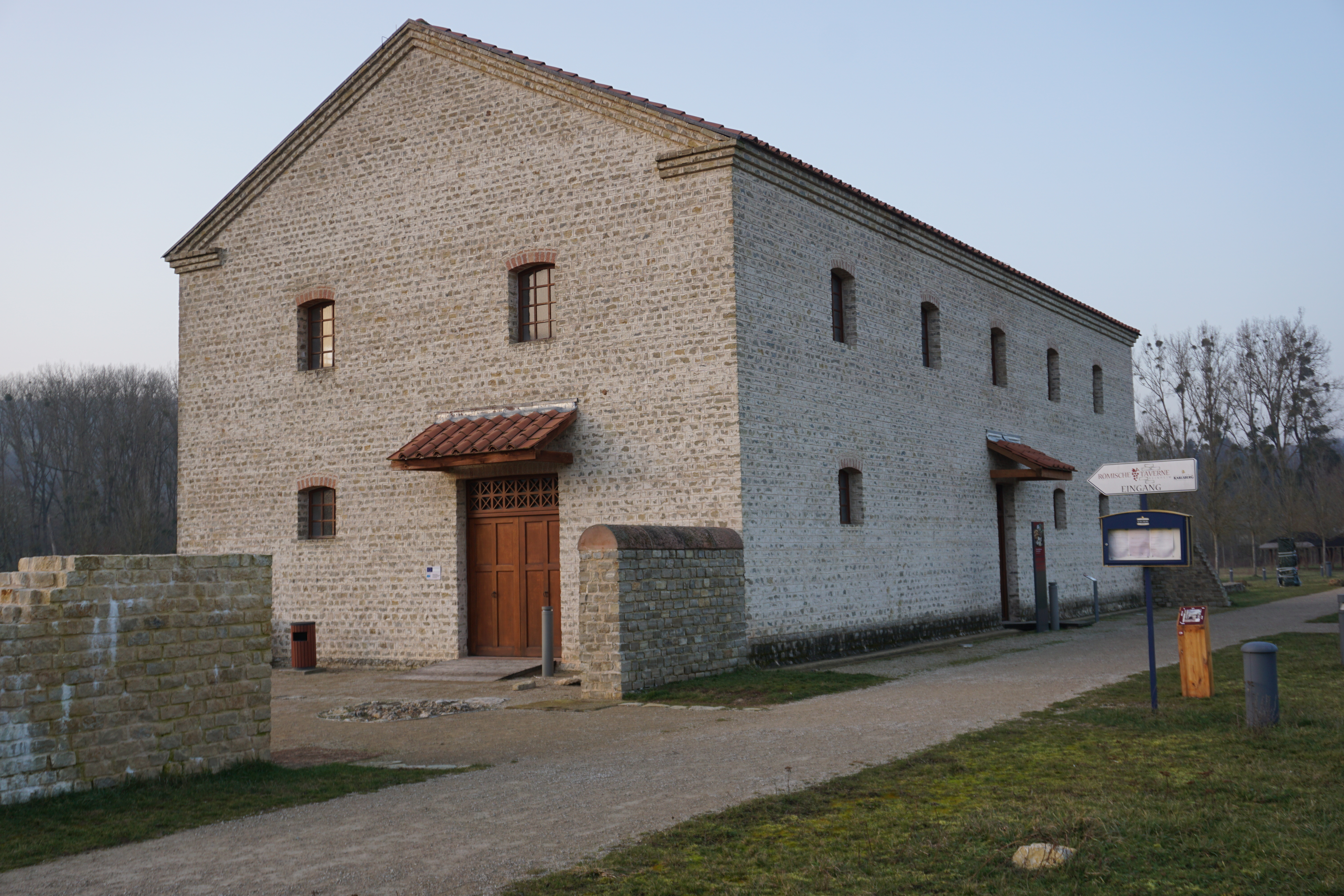
Das im Jahr 2012 rekonstruierte Nebengebäude 6

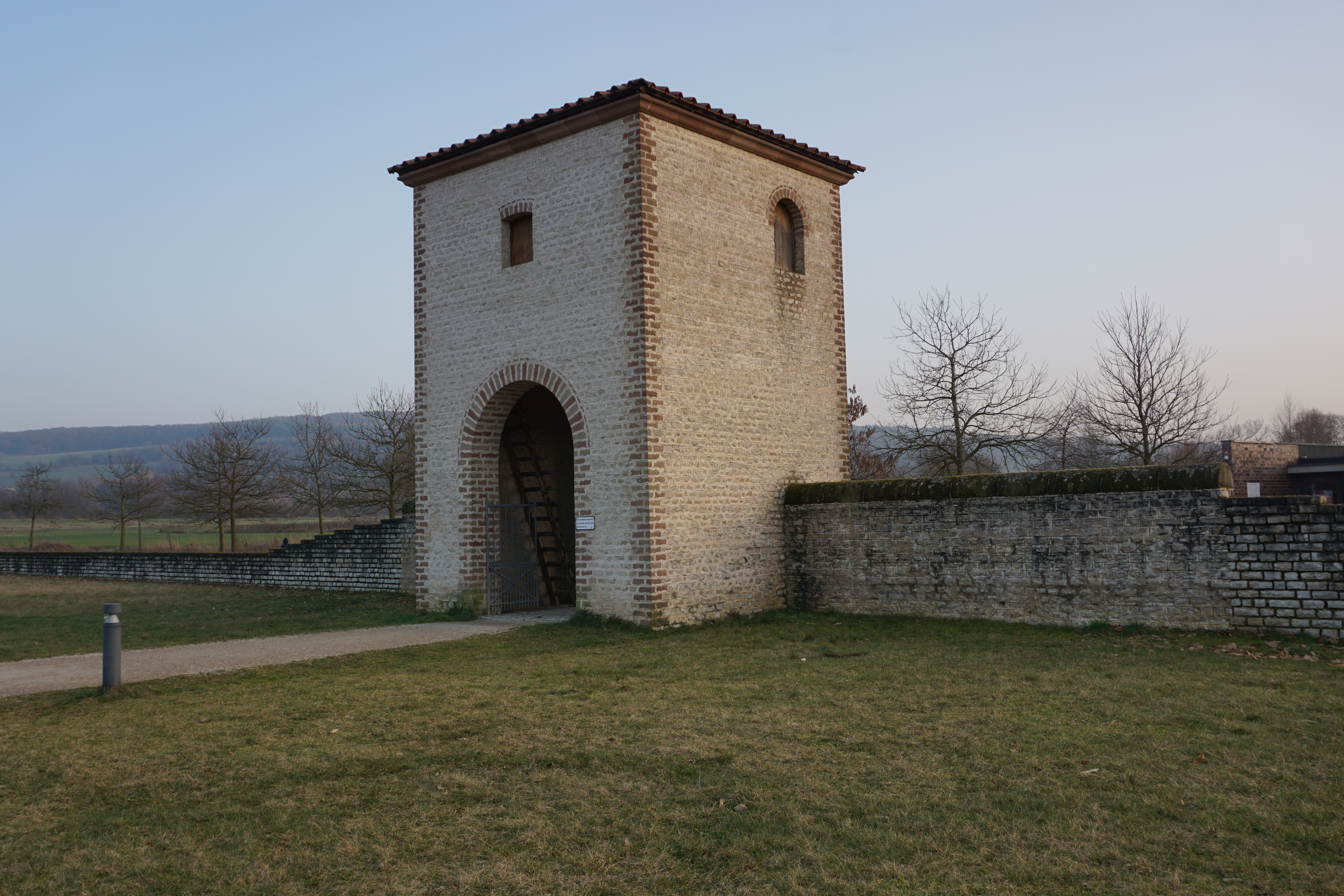
Das im Jahr 2006 rekonstruierte Torhaus im Süden des Wirtschaftshofes

Der Südtrakt des Westflügels besaß mehrere Wohnräume. Drei dieser Wohnräume verfügten über eine Hypokaustenanlage. Dabei wurden die zwei südlichsten Räume über einen gemeinsamen Feuerungsraum beheizt. Im Mitteltrakt des Gebäudes befand sich ein Kellerraum, der über eine Holztreppe zu erreichen war. Er wies zwei Lichtschächte und zwei Wandnischen auf. In der letzten Nutzungsphase der Anlage diente der Keller als Abfallgrube. Durch den Mitteltrakt des Westflügels führte ein gepflasterter Weg zum Mitteltrakt des Hauptgebäudes. Hier befand sich auch ein weiterer Zugang zum Gebäudekomplex. Den Nordtrakt des Westflügel bildete das 400 m² große Bad. Der Zustand dieses Teiles der Anlage ist in der Folge der Ausgrabungen im 19. Jahrhundert sowie der anschließenden Nutzung als Baustoffquelle durch die Anwohner der nahen Siedlung sehr schlecht. Bedingt dadurch lässt sich nur noch für vier der Räume deren Nutzung zweifelsfrei bestimmen. Es handelt sich dabei um das Becken des Kaltbades sowie das Warmbad und das Tepidarium, die beide über eine Hypokaustenanlage geheizt wurden. Im Norden schloss sich eine Latrine an. Ein Kanal leitete das Abwasser in die Blies. Bei einer durch eine Mauer eingefassten Fläche im Freien könnte es sich um eine Palästra gehandelt haben. Die gefundenen Reste von Marmorplättchen und bemalten Putzfragmenten deuten darauf hin, dass das Bad äußerst luxuriös ausgestattet war.

### Wirtschaftshof
Der an das Hauptgebäude anschließende, 300 Meter lange und 135 Meter breite Wirtschaftshof, war von einer Mauer umgeben. Rechts und links standen jeweils sechs Nebengebäude. Als Zugang diente ein Torhaus, das sich in der Mauer im Süden befand. Die Gebäude standen außerhalb des Wirtschaftshofes. Sie wurden vermutlich zuerst errichtet und anschließend dann die Mauer zwischen den Gebäuden gebaut. Dies lässt sich aus dem Umstand schließen, dass die Mauer nicht mit den Gebäuden verzahnt ist. Die zwei 22 Meter langen und 12 Meter breiten dem Hauptgebäude am nächsten liegenden Gebäude 6 und 13 waren die größten Gebäude des Wirtschaftshofes. Die Gebäude 2 bis 5 auf der Westseite und die Gebäude 9 bis 11 auf der Ostseite des Wirtschaftshofes besaßen alle eine Grundfläche von 10,5 Meter Länge und 8 Meter Breite. Diese symmetrische Bauweise wird nur durch Nebengebäude 1 mit einer Länge von 14 Metern und einer Breite von 9,8 Metern und Gebäude 8 mit einer Länge von 22 Metern und einer Breite von 9,5 Metern unterbrochen. Südlich des Nebengebäudes 6 führte ein gepflasterter Weg durch eine kleine Toranlage in den Wirtschaftshof.

#### Nebengebäude 1
Das Gebäude verfügte sowohl auf der Hofseite als auch auf der Außenseite über je ein 2,3 Meter breites Tor, zu dem jeweils eine zwei Meter lange Rampe führte und das es ermöglichte, von beiden Seiten mit einem Wagen einzufahren. Ende des 3. bis Anfang des 4. Jahrhunderts wurde in das Gebäude eine Feuerstelle eingebaut. Funde belegen, dass das Gebäude bis in die Mitte des 4. Jahrhunderts genutzt wurde.

#### Nebengebäude 2
Das Obergeschoss des Gebäudes diente während der gesamten Nutzungsphase der Anlage als Wohnraum. Das Untergeschoss wurde im Laufe der Zeit zu verschiedenen Zwecken genutzt. Zuerst als Lagerraum, nach 120 als Stallung und ab der zweiten Hälfte des 3. Jahrhunderts als Schmiede zur Verarbeitung von Eisen und Blei.

#### Nebengebäude 3
Der Erhaltungszustand des Gebäudes lässt keine Rückschlüsse mehr auf seine Verwendung während der ersten Nutzungsphase zu. Der Grundriss betrug 10,5 × 8 Meter. Zwischen der Mitte des 3. und der ersten Hälfte des 4. Jahrhunderts wurde ein Erdofen eingebaut, der vermutlich zur Nahrungsmittelbereitung genutzt wurde.

#### Nebengebäude 4
Der schlechte Erhaltungszustand dieses Gebäudes und das Fehlen von Installationen führen dazu, dass über die Nutzung des Gebäudes keine Aussagen getroffen werden können. Anhand der Grundmauern konnte hier nur die Größe von 10,5 × 8 Meter festgestellt werden.

#### Nebengebäude 5
Von diesem Gebäude sind ebenfalls nur noch die Grundmauern vorhanden, was keine Klärung der ursprünglichen Nutzung des Gebäudes zulässt.

#### Nebengebäude 6
Das Nebengebäude 6 besaß eine Grundfläche von 22 × 12 Meter. Aufgrund der Fundsituation kann über die Nutzung des Gebäudes keine Aussage mehr getroffen werden. Dieses Gebäude hatte einen Vorgängerbau, der mit 12 Meter Länge und 30 Meter Breite größer war als alle anderen Nebengebäude des Wirtschaftshofes. In der Mauer südlich des Nebengebäudes führte ein von außen kommender, gepflasterter Weg durch ein Tor in den Wirtschaftshof.

#### Nebengebäude 7 (Torhaus)
Das Torhaus hatte eine Grundfläche von 5,5 × 5,6 Meter. Die Durchfahrten an Nord- und Südseite hatten eine Breite von 2,5 Metern und besaßen Holztore, von denen sich nur die Eisenbeschläge erhalten haben. Das 90 cm tiefe Fundament lässt darauf schließen, dass das Torhaus eine nicht unerhebliche Höhe erreichte.

#### Nebengebäude 8
Das 22 Meter lange und 9,5 Meter breite Gebäude verfügte in seiner ersten Nutzungsphase über sieben Räume und Anbauten. Einer der Räume verfügte, bis zu seiner späteren Erweiterung, über eine Hypokaustenanlage. In der nordöstlichen Ecke des zentral gelegenen Raumes befand sich ein kleines Sitzbad, das vermutlich über die Hypokaustenanlage des Nebenraumes beheizt wurde. Insgesamt verfügte der Raum über zwei Feuerstellen. In der letzten Bauphase wurden zwei Doppelöfen eingebaut, die der Bronzeverarbeitung dienten. Zu diesem Zeitpunkt wurde auch ein weiterer Anbau an der Südostecke angebaut. Das Gebäude besaß sowohl einen Zugang zum Wirtschaftshof als auch einen Eingang auf der Ostseite. Von diesem aus führte ein gepflasterter Weg zu dem um die Villenanlage führenden Weg. Die Wände waren verputzt und mit Wandmalereien versehen. Die gehobene Ausstattung des Gebäudes lässt den Schluss zu, dass hier wahrscheinlich der Verwalter der Anlage wohnte, bis das Gebäude in seiner letzten Nutzungsphase als Werkstatt diente.

#### Nebengebäude 9
Das Gebäude verfügte über zwei Tore, eines zum Wirtschaftshof und eines im Außenbereich. Während es in seiner ersten Nutzungsphase als Lagerraum diente, wurde es im 2. Jahrhundert in ein Wohnhaus umgewandelt und an der Nord- und Ostseite durch einen Anbau erweitert.

#### Nebengebäude 10 und 11
Über die Art der Nutzung der Gebäude 10 und 11 kann keine Aussage getroffen werden. Beide Gebäude besaßen wie ihre gegenüberliegenden Pendants eine Grundfläche von 10,5 Meter Länge und 8 Metern Breite sowie jeweils an der West- und Ostseite eine Tordurchfahrt.

#### Nebengebäude 12 und 13
Über die Nutzung der beiden Gebäude ist nichts bekannt. Das Nebengebäude 13 hatte wie sein gegenüberliegendes Pendant, das Nebengebäude 6, eine Grundfläche von 22 × 12 Meter. Über die Größe von Nebengebäude 12, von dessen Existenz nur Augenzeugenberichte vorliegen, kann keine Aussage getroffen werden. Es ist allerdings anzunehmen, dass es, wie das gegenüberliegende Gebäude, eine Grundfläche von 10,5 × 8 Meter innehatte.

### Wasserversorgung
Während im 1. Jahrhundert ein Brunnen, der sich etwa 8,5 Meter nördlich des Ostflügels befand, zur Wasserversorgung ausreichte, musste diese, bedingt durch die Erweiterungen der Anlage ab dem 2. Jahrhundert, erweitert werden. Innerhalb des Gebäudes waren zur Versorgung mit Wasser Holzleitungen installiert. Bisher wurde bei den Grabungen kein Wasserbassin, in dem das Quellwasser aufgefangen wurde, bevor es durch Leitungen in die Villa geleitet wurde, gefunden. Allerdings wurde in der Blies Bauschutt gefunden, der von einer Wasserleitung stammen könnte. Dies lässt die Vermutung zu, dass sich die Quelle, die zur Wasserversorgung genutzt wurde, am Hang auf der anderen Flussseite befand. Dieser Höhenunterschied hätte dann auch für den zur Versorgung notwendigen Wasserdruck gesorgt. Dass Wasser auch über größere Entfernungen zur Verbrauchsstelle geleitet wurde, ist darauf zurückzuführen, dass die Römer sehr auf die Qualität des Wassers bedacht waren und vor der Nutzung einer Quelle und der Verlegung von Wasserleitungen die Qualität entsprechend prüften, wie der römische Architekt Vitruv in seinem Werk De Architectura libri decem darlegt.

### Gesamtbestand und Bewertung
Mit ihren sieben Hektar (= 70.000 m²) Gesamtfläche, 13 Nebengebäuden und dem großen Hauptgebäude zählt die Villenanlage zu den größten in Süddeutschland und Nordwestfrankreich. Die Tatsache, dass mehrere Nebengebäude neben den funktionalen Teilen auch Wohnungen aufwiesen, lässt den Schluss zu, dass inklusive den Besitzern ca. 50 bis 80 Personen auf dem Anwesen wohnten und arbeiteten. Aufgrund der Größe der Anlage und der luxuriösen Ausstattung des Hauptgebäudes ist davon auszugehen, dass die Besitzer der Anlage über eine hohe, gesellschaftlich privilegierte Stellung verfügten. Ein weiteres Indiz für diese gehobene Stellung innerhalb der Gesellschaft stellt die Qualität der Speisen dar. Aufgrund der gefundenen Speisereste ist nachgewiesen, dass den Bewohnern der Villa besseres Fleisch zur Verfügung stand als den Einwohnern des nahen Vicus. Die Größe des in der ersten Bauphase errichten Gebäudes, des späteren Ostflügels des Hauptgebäudes, weist darauf hin, dass die Erbauer bereits im 1. Jahrhundert eine gesellschaftlich herausgehobene Stellung innehatten. Ob der Tatsache, dass die Villenanlage mitten in einer Nekropole der späten Bronze- und Eisenzeit, in unmittelbarer Nähe dreier Monumentalgrabhügel, wovon eines das Keltische Fürstinnengrab von Reinheim ist, errichtet wurde, stellt Walter Reinhard die Frage, ob es sich bei den Besitzern eventuell um die Rechtsnachfolger einer hier ansässigen keltischen Oberschicht handelte, ohne diese Frage allerdings abschließend beantworten zu können. Obwohl das Hauptgebäude über feine Wand- und Deckenmalereien und über ein luxuriös ausgestattetes Bad verfügte, fehlen die sonst in Anlagen dieser Größe anzutreffenden architektonischen Bestandteile wie zum Beispiel Mosaiken und Zierbrunnen. Dies lässt vermuten, dass die Anlage nicht ganzjährig von den Besitzern bewohnt wurde. Dies könnte auch ein Hinweis darauf sein, dass die Besitzer ein politisches Amt innerhalb eines Verwaltungsstandortes innehatten. Insgesamt sind in einem Radius von zehn Kilometer um Reinheim bisher 161 römische Gehöfte bekannt. Davon wurde einer nur etwa 500 Meter vom Hauptgebäude entfernt ausgegraben. Dieser, wie vermutlich noch einige mehr, dürfte zum ausgedehnten Grundbesitz der Besitzer der Villenanlage gehört haben und diese als Pacht mit Naturalien beliefert haben.

## Niedergang und Zerstörung

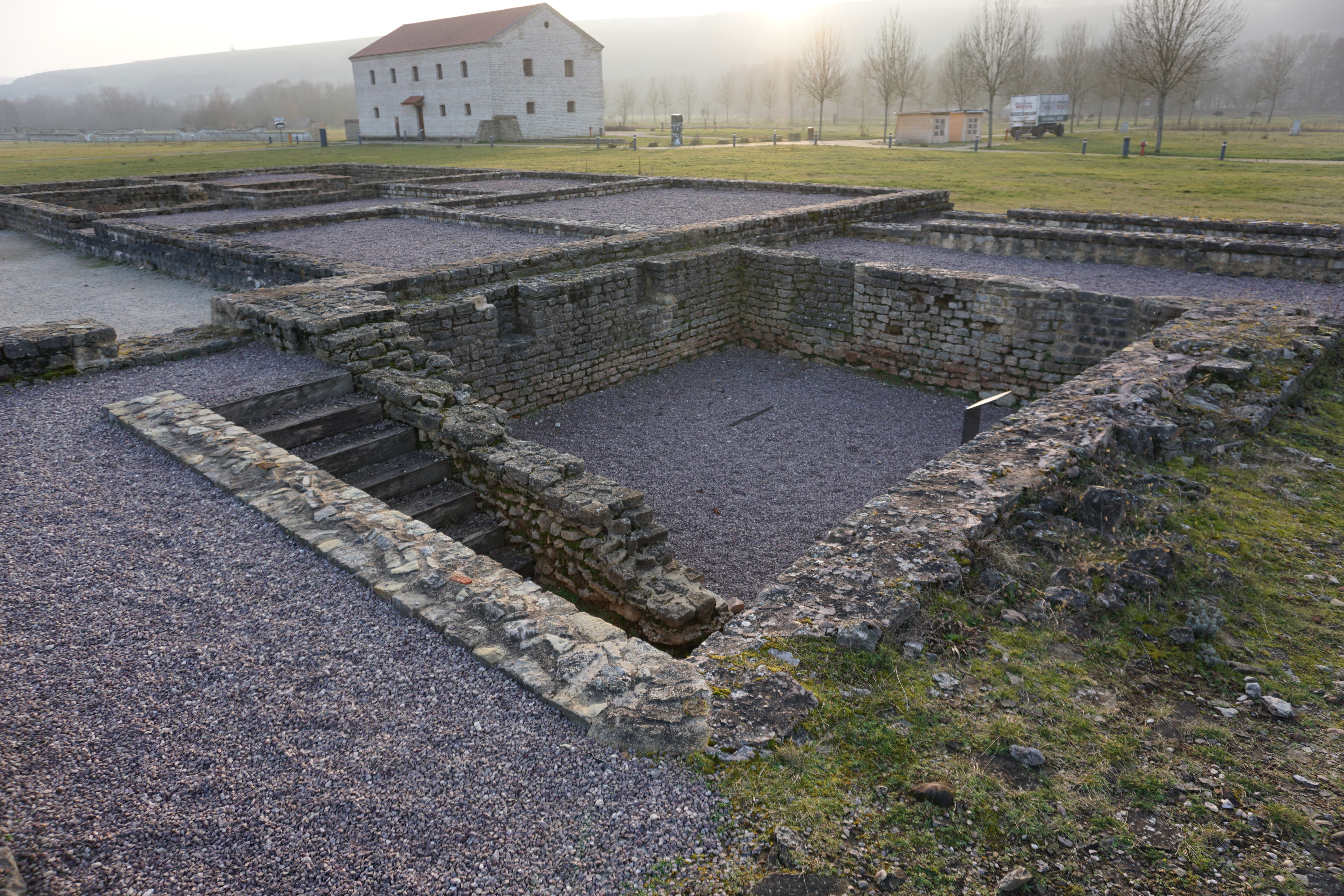
Keller im Westflügel der Villa, der während der letzten Nutzungsphase als Abfallgrube diente

In der zweiten Hälfte des 3. Jahrhunderts kam es in den Provinzen zu Germaneneinfällen. Obwohl keine direkten Zerstörungen an der Villenanlage nachgewiesen werden konnten, ist ab diesem Zeitpunkt eine Änderung der Nutzung der Villenanlage zu beobachten. In zwei Nebengebäuden der Villenanlage wurden Werkstätten eingerichtet, während die anderen als Wohnraum und/oder Läger genutzt wurden. Auch das Hauptgebäude verlor seine ursprüngliche Funktion. Im Mitteltrakt wurden ebenfalls eine Werkstatt und eine Küche eingerichtet. Der zerstörte Keller diente ab diesem Zeitpunkt als Abfallgrube. Es ist davon auszugehen, dass die ursprünglichen Besitzer der Villa diese aufgegeben hatten und die Werkstätten von Handwerkern aus dem Vicus betrieben wurden. Während der neuerlichen Germaneneinfälle und des Bürgerkriegs wurde die Anlage dann Mitte des 4. Jahrhunderts niedergebrannt und fast vollständig zerstört. Nur für den Westflügel des Hauptgebäudes sowie in zwei Nebengebäuden ist durch Grabungsfunde eine weitere Nutzung bis in die zweite Hälfte des 4. Jahrhunderts nachgewiesen. Danach wurde die Anlage aufgegeben und verfiel und diente später als Steinbruch.

## Grabungsgeschichte
Bereits aus dem Jahr 1760 sind archäologische Funde überliefert, Erste Grabungen auf dem Areal der Villenanlage und deren Umgebung wurden im 19. Jahrhundert durchgeführt. Von den frühen Grabungen sind nur wenige Funde überliefert oder erhalten und so gut wie keine Dokumentationen vorhanden.

### Grabungen im 19. Jahrhundert
Der sogenannte Heidenhübel (Flur Allmend), auf dem sich die Villenanlage befand, war schon zu dieser Zeit als reiche Fundstätte römischer Artefakte bekannt. Grabungen sind aus den Jahren 1806, 1809, 1841 und 1879 überliefert. Viele der Fundstücke blieben in Privatbesitz. Die Grabungen im Jahr 1879 wurden durch den Historischen Verein der Pfalz durchgeführt. Von diesen Grabungen stammt der erste vorhandene Grabungsplan. Freigelegt wurden das Bad sowie ein Teil des Wohntrakts des Westflügels. Beides wurde nach Abschluss der Grabungen offengelassen. Anwohner nutzten die freigelegten Gebäudeteile in den folgenden Jahren als Quelle für Baustoffe, was heute Aussagen über die Ausstattung des Bades erschwert. Einige Fundstücke aus dieser Grabung, wie zum Beispiel die Steinstatue der Göttin Kybele, gingen an das Museum Speyer. Bis in die 1950er Jahre fanden keine weiteren Grabungen mehr statt.

### Grabungen 1950 und 1986
Im Jahr 1964 wurden beim Sand- und Kiesabbau Mauerreste gefunden. In einer Notgrabung wurde das Nebengebäude 13 freigelegt und der Grabungsfund dokumentiert und anschließend im Zuge des Sandabbaus abgebaggert. In der Folgezeit kam es in dem Areal immer wieder zu Notgrabungen. Nachdem 1970 beim Kies- und Sandabbau auf der französischen Seite der Vicus von Bliesbruck entdeckt worden war, geriet das Areal um den Heidenhübel wieder in den Fokus der Archäologen. Nach einer Geländebegehung im Jahr 1985 wurde beschlossen, ein Grabungsgebiet, insbesondere um weitere Schäden durch die landwirtschaftliche Nutzung der Fläche zu verhindern, einzurichten und mit Grabungen zu beginnen.

### Grabungen 1987 bis zur Gegenwart
Ab dem Jahr 1987 startete Erwin Strahl ein entsprechendes Ausgrabungsprojekt, das hinsichtlich des sich in der Gründung befindlichen Europäischen Kulturpark Bliesbruck-Reinheim die museale Präsentation der Ausgrabungen beinhaltet. Bereits 1988 wurden Grabungen an drei Gebäuden, den Nebengebäuden 2, 3 und 4, durchgeführt. Dass es sich dabei um die Nebengebäude eines zum Hauptgebäude gehörenden längsaxialen Wirtschaftshofes handelte, wurde erst bei Sondierungsgrabungen im Jahr 1990 festgestellt. Florian Sărăţeanu-Müller, der von 1993 bis 1995 die Grabungsleitung innehatte, startete 1995 eine Grabungskampagne zur Untersuchung des Wirtschaftshofes. Die Grabungs- und Forschungstätigkeiten dauern, seit 2011 unter der Leitung von Michael Ecker, bis heute an.

## Bodenfunde

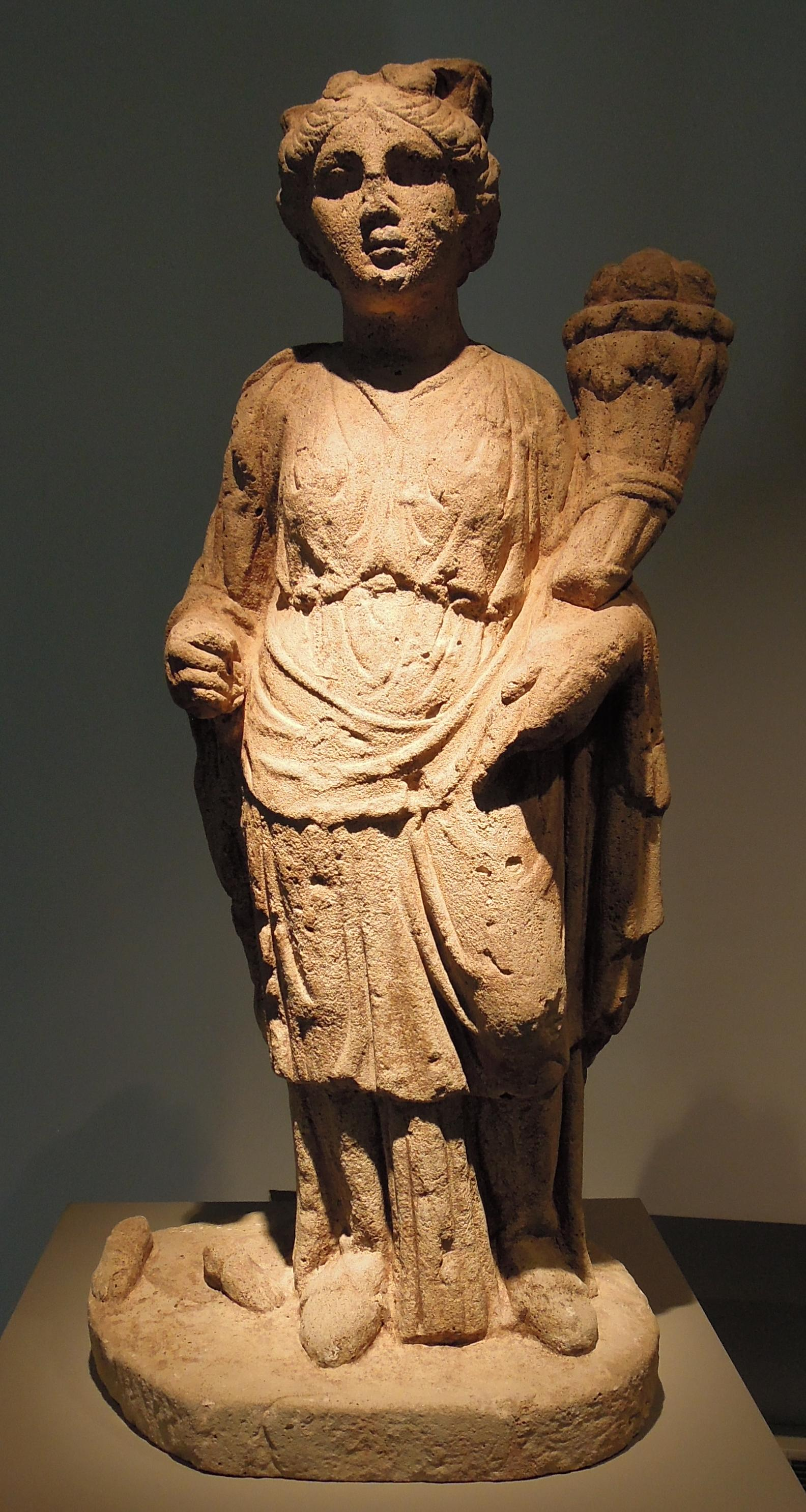
Sandsteinstatue der Göttin Kybele. Grabungsfund aus dem 19. Jahrhundert

### Funde aus den Grabungen des 19. Jahrhunderts
Ein Teil der Fundstücke der Grabungen des 19. Jahrhunderts gingen an das Museum Speyer, während andere in Privatbesitz blieben, wobei die wenigsten Funde dokumentiert sind. Zu den bekannten Fundstücken gehören eine Steinstatue der Göttin Kybele (von deren Begleiter Attis nur die Füße erhalten sind), die Bronzeplastik eines auf einem Panther reitenden Amor, ein goldener Fingerring sowie Kleinbronzen von Mars, Venus und Merkur, zudem römische Münzen aus Kupfer, Silber und Gold, deren Stückzahl nicht überliefert ist und die als teilweise verschollen gelten.

### Keramiken
Wie bei fast allen Ausgrabungen römischer Gebäude stellen die Keramikfunde den Großteil der Bodenfunde dar. Die gefundenen Keramiken setzten sich aus den Gattungen Terra Sigillata, gallo-belgischer, glanztoniger, rotengobierter, geflammter, rauwandig-tongrundiger und glattwandig-tongrundiger Ware, später Terra Nigra und Korkware zusammen. Dabei reichen die Funde von Tellern, Schüsseln über Trinkgefäße und Kannen bis zu Vasen. Das Vorkommen gallo-belgischer Ware, die römische Formen nachahmt, kann als ein Beleg dafür angesehen werden, dass die Villenanlage bereits im 1. Jahrhundert bewohnt war. Die gefundene Argonnensigillata, als jüngste gefundene Keramik, kann zur Datierung des Endes der Nutzung der Villenanlage im 4. Jahrhundert herangezogen werden.

### Wand- und Deckenmalereien
Von den Decken- und Wandmalereien sind nur Fragmente erhalten. Diese weisen allerdings auf eine qualitativ hochwertige und farbenfrohe Ausstattung des Hauptgebäudes der Villa hin. Gefunden wurden Fragmente in den Farbtönen dunkelrot, ocker, grün, blau, braun, schwarz und weiß. Dabei kann durch die Funde davon ausgegangen werden, dass neben Ornamenten auch Wandmalereien mit figürlichen Darstellungen und Stillleben vorhanden waren. Ebenso sind Fragmente von Bordüren erhalten. Da der Badetrakt bereits im 19. Jahrhundert ausgegraben und in der Folgezeit durch landwirtschaftliche Nutzung und die Nutzung durch die Bevölkerung als Quelle für Baumaterial diente, sind auch von dort nur Fragmente der Wand- und Deckenmalereien erhalten. Diese Fragmente weisen allerdings darauf hin, dass auch dieser Bereich mit figürlichen Darstellungen geschmückt war. Fragmente eines Musterrapports, die sowohl an Wänden als auch zur Gestaltung von Decken zum Einsatz kamen, lassen den Schluss zu, dass der Badetrakt und/oder ein Wohnraum des Westflügels mit diesem ausgestaltet war.

### Münzen
Von den bei den Grabungen innerhalb des Villenkomplexes gefundenen Münzen stammen 252 Münzen aus dem Hauptgebäude und 288 aus dem Nebengebäude 9. Es ist davon auszugehen, dass sich ursprünglich wesentlich mehr Münzen auf dem Areal des Hauptgebäudes befanden. So sind von den Ausgrabungen im 19. Jahrhundert Funde römischer Münzen aus Gold, Silber und Kupfer überliefert, aber weder deren Anzahl ist dokumentiert noch ist der Verbleib dieser Funde zu klären. Ebenso dürften viele Münzfunde, die nicht gemeldet wurden, in Privatbesitz lagern. Von den im Hauptgebäude gefundenen 252 Münzen müssen drei Münzen aus der Zeit des Mittelalters und zwei Münzen, die sich nicht bestimmen lassen, abgezogen werden. Die Münzen fanden sich im Westflügel und im Mitteltrakt des Hauptgebäudes. Im Ostflügel des Gebäudes wurden keinerlei Münzen gefunden. Das zeitliche Spektrum der römischen Münzfunde reicht vom 2. bis ins 4. Jahrhundert. Die Münzfunde legen zwar eine Nutzung der Villa ab dem 2. Jahrhundert nahe, dem gegenüber steht allerdings der archäologische Befund am ältesten Gebäudeteil, der auf das Ende des 1. Jahrhunderts datiert. Im Hauptgebäude wurden folgende Münzeinheiten gefunden: Denare, Sesterzen, Dupondien, Asse, Antoniniane und Follis.

### Theatermaske

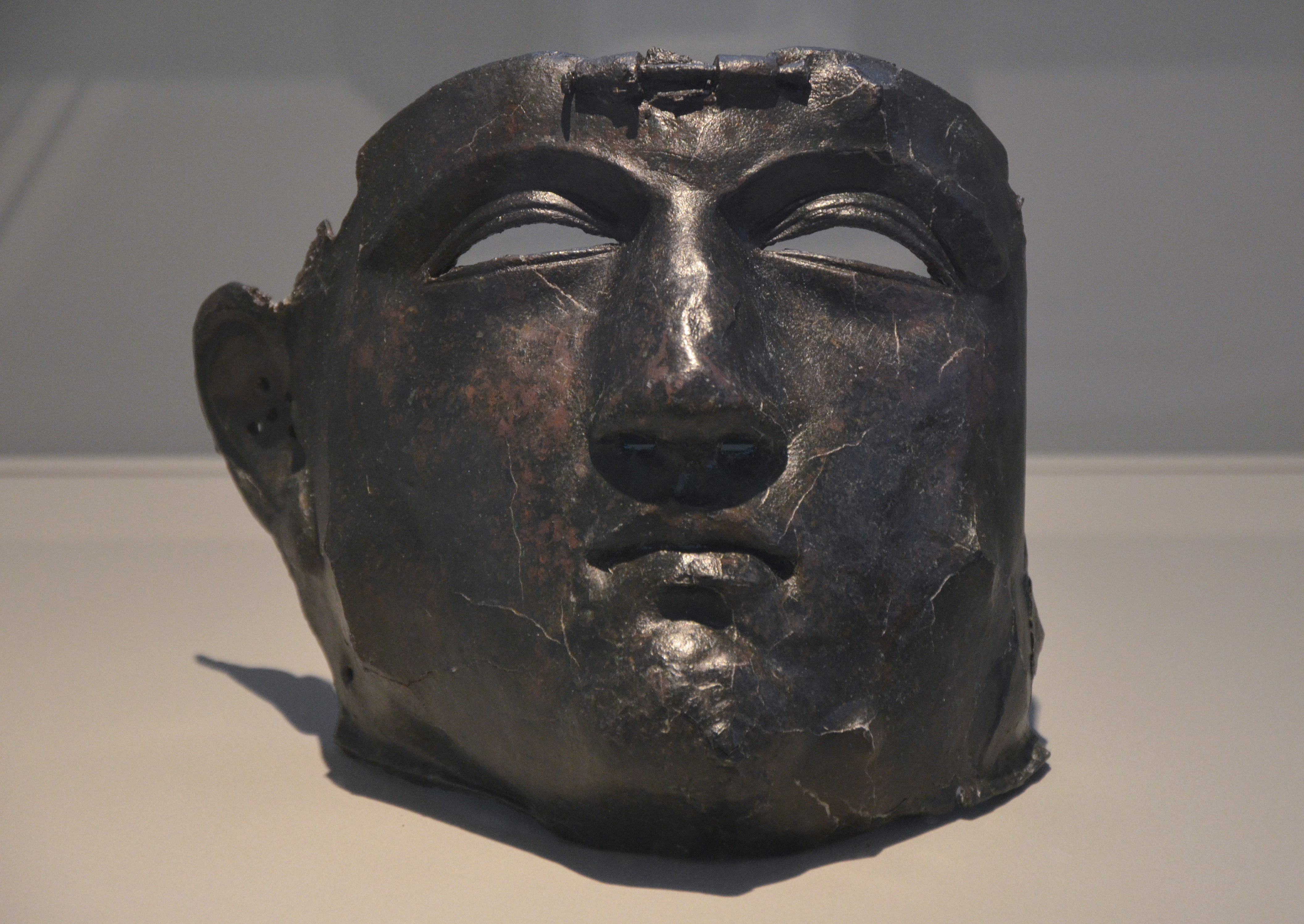
Reitermaske von Reinheim. Grabungsfund am Nebengebäude 9

Bei den Ausgrabungsarbeiten an dem an der Nordseite des Hauptgebäudes anschließenden Wasserbeckens wurden Scherben einer aus Ton gefertigten Theatermaske freigelegt. Aus diesen konnte der rechte Teil rekonstruiert werden. Die Maske trägt eine Hakennase. Durch Ohren und Stirn sind Löcher gebohrt, welche das Tragen durch einen Schauspieler ermöglichten. Eine Datierung der Maske erfolgte anhand der Keramiken, die sich zusammen mit den Scherben in der Verfüllschicht befanden. Demnach ist die Theatermaske vor dem 2. Jahrhundert entstanden. Die genaue Verwendung der Maske ist unklar. Zwar wurde im nahegelegenen Vicus eine ähnliche Maske in einem Wohnhaus gefunden, allerdings ist im Vicus kein Theater nachgewiesen. Am wahrscheinlichsten ist, dass die Maske zu Dekorationszwecken innerhalb des Gebäudes diente.

### Reitermaske
Die aus dem 1. Jahrhundert stammende, 17 cm hohe und 22 cm breite Reitermaske wurde bei Grabungen im Jahr 2000 direkt neben der Hofmauer, 50 cm südlich des Nebengebäudes 9, gefunden. Die Maske besteht aus geschmiedetem Eisen und war ursprünglich auf der Außenseite mit einer Messingschicht überzogen. An der Stirnseite befindet sich ein Scharnier zur Befestigung an einem Helm. An den Ohren sind fünf Löcher in die Maske gebohrt. Solche Masken wurden von der römischen Reiterei zum einen bei Paraden und Reiterspielen genutzt und kamen zum anderen bei Kämpfen zum Einsatz was zum Beispiel auch der Fund einer Reitermaske aus dem 1. Jahrhundert auf einem Kampfplatz in Kalkriese zeigt. Die in unmittelbarer Nähe gefundenen Scharniere, Reste von fünf Glasgefäßen, elf zu einem Armband gehörende Halbscheiben aus Gagat, sechs Haarnadeln aus Bein und Teile einer eisernen Schere sowie eines Schlüssels aus Eisen lassen vermuten, dass es sich hier um einen Hort gehandelt hat, der an dieser Stelle, eventuell in einer Holzkiste, vergraben wurde.

### Sonstige Funde
Bei den Grabungen wurden zusätzlich verschiedene Gegenstände des Alltags gefunden. Dazu gehören eine Hacke, ein Beil und ein Pickel (alle aus Eisen), Eisennägel, eiserne Teile einer Tür (Schlüssel, Riegel, Schloss, Scharniere), Nadeln aus Bein und verzierte Knochenspinnwirtel. Ebenfalls gefunden wurden mehrere Bronzefibeln, von denen die älteste auf das 1. Jahrhundert datiert, ein Bronzering, Teile eines Armreifs aus Glas, Melonenglasperlen, ein Bronzeanhänger, Haarnadeln aus Bein, der Griff eines Spiegels sowie ein Ohrlöffel aus Bronze. In einer Grube an der Südecke des Nebengebäude 5 wurden eine Griffschale und eine Kasserolle aus Bronze und ein Hackmesser aus Eisen gefunden.

## Stand heute und museale Präsentation
Bis heute wurden das Hauptgebäude sowie der Wirtschaftshof, so weit wie nicht durch Sand- und Kiesabbau zerstört, mit seinen Nebengebäuden und der ihn umgebenen Mauer in mehreren Grabungskampagnen freigelegt. Im Umfeld der Villenanlage dauern die Grabungsarbeiten bis heute an. Neben Teilen der Ostmauer des Wirtschaftshofes wurde 2006 das Torhaus, welches zum Wirtschaftshof führte, rekonstruiert. 2007 folgte dann die Rekonstruktion des Nebengebäudes 1. Als Vorlage für die Rekonstruktion dienten Grabungsfunde ähnlicher Gebäude aus Grabungen in Lebach und Oberndorf-Bochingen. Im Jahr 2012 folgte dann die Rekonstruktion des Nebengebäudes 6. Diese hält sich in der Grundfläche an die Originalmaße des Befundes. Die sonstige Rekonstruktion erfolgte entsprechend der heutigen Nutzung. Im Gebäude sind im Untergeschoss ein Restaurant und im Obergeschoss Ausstellungsräume untergebracht. Ebenfalls wurden der Ziergarten im Bereich vor dem Hauptgebäude sowie die Säulen der Portikus, die sich an dessen Südseite befand, sowie das Wasserbecken an der Nordseite des Mitteltrakts rekonstruiert. Als Bestandteil des Europäischen Kulturparks Bliesbruck-Reinheim ist die Villenanlage in dessen museales Gesamtkonzept eingebunden. Sie kann entweder alleine oder im Zuge eines über das gesamte Gelände führenden Rundwegs mit Informationstafeln besichtigt werden. Daneben besteht die Möglichkeit, kostenpflichtige Führungen zu buchen. Alle freigelegten Gebäudeteile, mit Ausnahme des Inneren des Nebengebäudes 1 und des Torhauses, sind begehbar. Die Böden der Innenbereiche der einzelnen Gebäude der Anlage sowie des Haupthauses wurden aus didaktischen Gründen mit farbigem Splitt aufgefüllt. Im Obergeschoss des Nebengebäudes 6 befindet sich eine Dauerausstellung mit verschiedenen Funden aus der Villenanlage. Daneben finden mehrfach im Jahr verschiedene Veranstaltungen statt, in denen das Leben in der Zeit der römischen Besiedlung dargestellt wird.